# Tyrfing

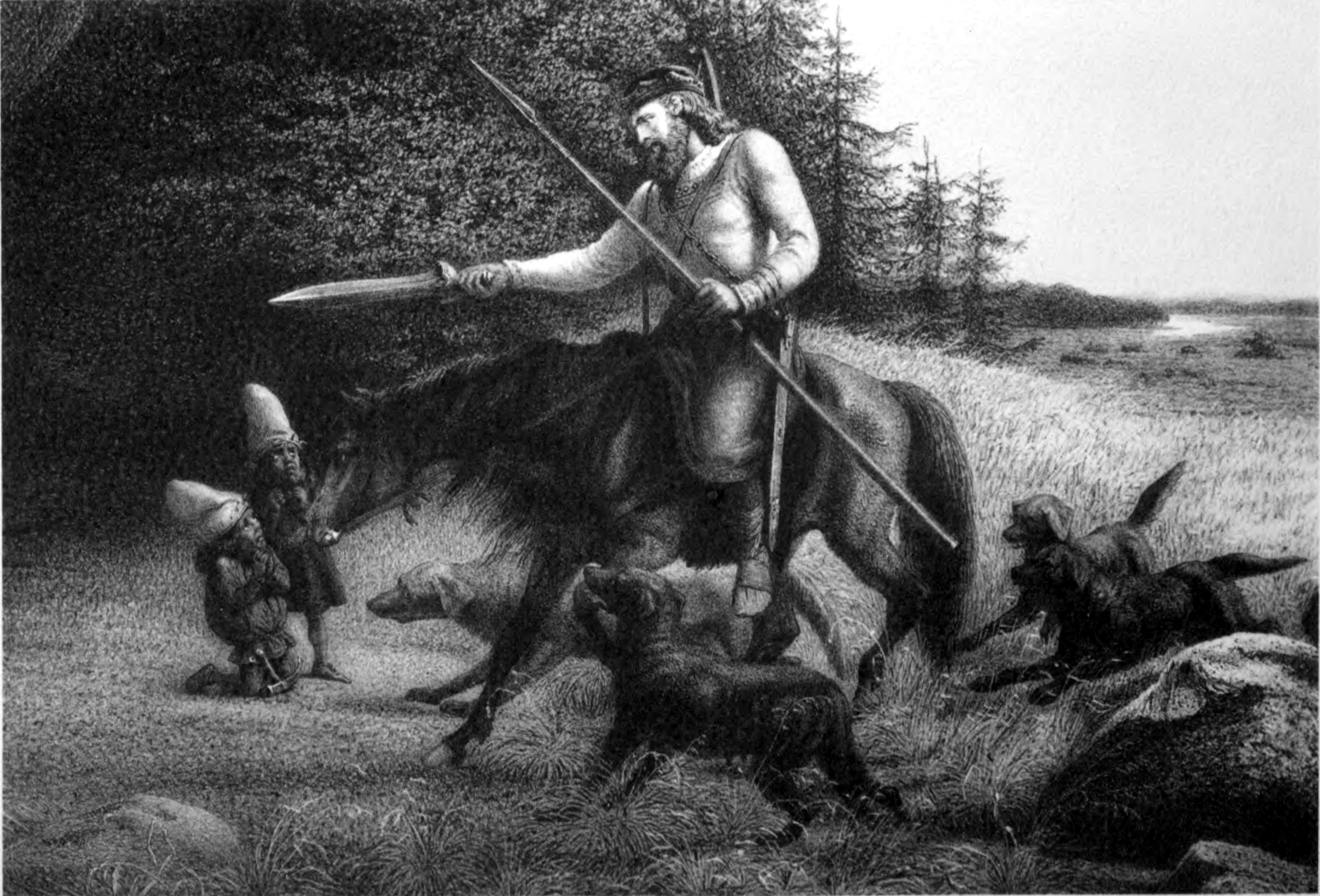
Le roi Svafrlami et l'épée Tyrfing.

Dans la mythologie nordique, Tyrfing, Tirving ou Tyrving (dont le nom est potentiellement lié aux Thervings) était une épée magique mentionnée dans le cycle de Tyrfing, qui contient un poème de l'Edda poétique nommé Hervararkviða ainsi que dans la Saga de Hervor et du roi Heidrekr.
Le roi Svafrlami était le petit-fils d'Odin et le roi de Garðaríki. Profitant que les nains Dvalinn et Durin avaient quitté leur rocher, il parvint à les enfermer et les força à forger une épée capable de couper la pierre et le fer comme s'il s'agissait de vêtements, qui ne manquerait jamais sa cible et qui ne rouillerait jamais. 
Les nains forgèrent l'épée, mais la maudirent pour se venger afin que Svafrlami soit tué :  
Chaque fois qu'elle serait tirée hors de son fourreau, elle tuerait un homme et serait la cause de trois grands malheurs. 
Svafrlami fut tué par Arngrim, un berserk, qui lui prit son épée à son tour. Après lui, elle fut portée par Angantyr et ses onze frères. Tous furent tués à Samsø par le champion suédois Hjalmar et son frère Orvar-Odd ; mais Hjalmar fut blessé mortellement par l'épée et eut à peine le temps de chanter sa chanson mortuaire avant de périr, et de demander à Orvar-Odd de ramener sa dépouille à Ingeborg, la fille d'Yngvi, à Uppsala.